# العرشة (بعدان)

تعديل مصدري - تعديل

العرشة محلة تابعة لقرية تهوف، التابعة لعزلة ضابي بمديرية بعدان إحدى مديريات محافظة إب في الجمهورية اليمنية، بلغ تعداد سكانها 47 حسب تعداد اليمن لعام 2004.